# Фатахетдинов, Ринат Амануллович
Ринат Амануллович Фатахетдинов (23 января 1971, Москва, СССР) — советский и российский футболист, играл на позиции нападающего.

## Биография
Воспитанник московского «Динамо». Профессиональную карьеру начал в 1989 году в смоленской «Искре». 2 мая 1992 года в выездном матче 7-го тура Высшей лиги против «Океана» дебютировал за «Динамо-Газовик», выйдя на 75-й минуте встречи вместо Вячеслава Камольцева. Завершил карьеру в 1994 году в рыбинском «Вымпеле».